# Нуреддін Меджихуд
Нуреддін Меджихуд (араб. نور الدين مجهود; 24 грудня 1975) — алжирський боксер, призер чемпіонату світу серед аматорів.

## Спортивна кар'єра
1992 року Нуреддін Меджихуд брав участь у сьомому молодіжному чемпіонаті світу у Монреалі.
1994 року брав участь у Кубку світу, програвши у другому бою Хоелю Касамайору (Куба). 
На чемпіонаті світу 1995 завоював срібну медаль.
- В 1/16 фіналу переміг Мацея Зегана (Польща) — 9-7
- В 1/8 фіналу переміг Флойда Мейвезера (США) — 8-6
- У чвертьфіналі переміг Улугбека Ібрагімова (Узбекистан) — 9-6
- У півфіналі переміг Відаса Бичулайтіса (Литва) — 10-1
- У фіналі програв Серафіму Тодорову (Болгарія) — 4-10

Нуреддін Меджихуд став першим алжирським боксером, якому вдалося вийти у фінал чемпіонатів світу з боксу.
На Олімпійських іграх 1996 програв у першому бою Лоренсо Арагон (Куба) — 6-9.
На Олімпійських іграх 2000 програв у першому бою Джеффрі Матебула (ПАР) — 5-10.
2001 року він провів три боя на профірингу в Австралії, які програв.